# Killing Me Softly (東京女子流のアルバム)
『Killing Me Softly』（キリング・ミー・ソフトリー）は、東京女子流の4枚目のオリジナルアルバム。2014年6月4日にavex traxから発売された。

## 概要
Type-A（CDとBlu-ray discのセット）、Type-B（CDとDVDのセット）、Type-C（CDのみ）の3形態がある。
アルバムタイトル曲の「Killing Me Softly」は東京女子流のデビュー曲「キラリ☆」（2010年5月5日リリース）よりも先に準備されていた曲で、「TGSナンバー」は「キラリ☆」の「TGS01」より若い「TGS00」が付けられている。2010年1月の東京女子流の結成時に公開されたメンバーのお披露目動画ではBGMとして使われている。また、東京女子流のライブでメンバーが登場するときのBGMとしても使用された。歌のレコーディングは2013年の夏に行われている。2014年3月15日からの『東京女子流 4th JAPAN TOUR 2014 〜『Royal Mirrorball Discotheque』〜』で、東京女子流による歌唱が初披露された。
「恋愛エチュード」は2014年4月からテレ朝動画で配信されている東京女子流の冠番組『女子流♪』のテーマ曲となっている。「十字架」はシングルの「十字架 〜映画「学校の怪談 -呪いの言霊-」 Ver.〜」とはアレンジ違いの「オリジナルVer.」が収録されている。「Partition Love -中国語 ver.-」（Type-Bのみに収録）は2014年1月に東京女子流がライブのために訪れた中華民国（台湾）の台北市でレコーディングされた。

## 収録曲
1. Intro
作曲・編曲：松井寛
2. Killing Me Softly (=TGS00)
作詞：黒須チヒロ、作曲：川崎里実、編曲：松井寛
3. pain (=TGS35)
作詞：春和文、作曲：増田武史、編曲：松井寛
4. 運命 (=TGS33)
作詞：春和文、作曲：林田健司、編曲：松井寛、ギター・アレンジ：土方隆行
5. Partition Love (=TGS32)
作詞・作曲：小出祐介、編曲：松井寛、ギター・アレンジ：土方隆行
6. ちいさな奇跡 (=TGS37)
作詞：黒須チヒロ、作曲：渡辺和紀、編曲：宗像仁志
7. 恋愛エチュード (=TGS40)
作詞：さちひろ、作曲・編曲：松井寛
8. ずっと 忘れない。 (=TGS36)
作詞：黒須チヒロ、作曲：山元祐介、編曲：松井寛
9. 十字架 (=TGS39)
作詞：北村岳士、作曲：北村岳士・田上陽一、編曲：松井寛
10. Mine (=TGS34)
作詞：黒須チヒロ、作曲：矢吹香那、編曲：松井寛、ギター・アレンジ：土方隆行
11. Outro
作曲・編曲：松井寛
12. Last Forever -Royal Mirrorball Mix-
作詞：東京女子流・ボス！・近藤ひさし、作曲：J、編曲：松井寛
13. Get The Star -Royal Mirrorball Mix-
作詞：東京女子流・ボス！・近藤ひさし、作曲：J、編曲：松井寛
14. 月の気まぐれ（ボーナス・トラック）
作詞・作曲・編曲：きくお
Type-Bを除く。
15. Partition Love -中国語 ver.-（ボーナス・トラック）
中国語詞：梁秩誠
Type-Bのみに収録。
16. チム・チム・チェリー (=TGS38) （ボーナス・トラック）
作詞・作曲：ロバート・シャーマン&リチャード・シャーマン、日本語詞：あらかわひろし、編曲：関谷雅子・bonsai.
Type-C初回生産限定盤のみに収録

## Blu-ray Disc
Type-Aのみ。
1. Music Video
  1. 約束
ディレクター：星保行
  2. 運命
ディレクター：星保行
  3. Get The Star
ディレクター：高梨奈々恵
  4. ちいさな奇跡
ディレクター：福居英晃
  5. Partition Love
ディレクター：福居英晃
  6. 月の気まぐれ
ディレクター：IKUO YAMAMOTO (IKIOI)、映画『5つ数えれば君の夢』（監督：山戸結希）より
  7. 十字架 〜映画「学校の怪談 -呪いの言霊-」 Ver.〜
ディレクター：星保行
  8. Killing Me Softly
ディレクター：本郷伸明
2. Making Movie
  1. Partition Love -Short Movie- Making

## DVD
Type-Bのみ。
1. Music Video
  1. 約束
  2. 運命
  3. Get The Star
  4. ちいさな奇跡
  5. Partition Love
  6. 月の気まぐれ
  7. 十字架 〜映画「学校の怪談 -呪いの言霊-」 Ver.〜
  8. Killing Me Softly
2. Making Movie
  1. 4th Album Making Movie
3. Special Movie
  1. おでかけムービー（台湾編）